# Distrikt Chirimoto

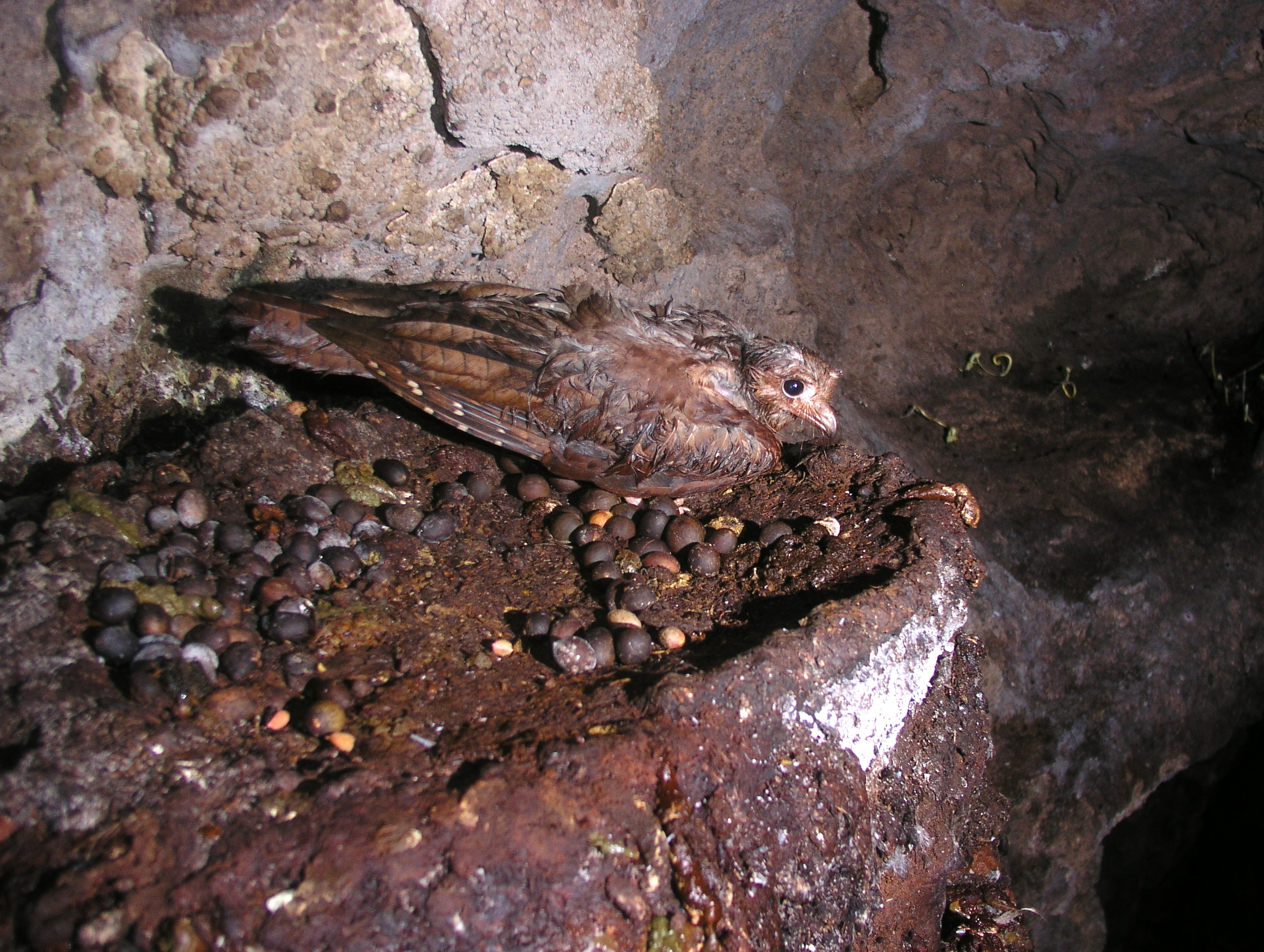
Ein junger Fettschwalm (Steatornis caripensis) in der Cueva de Cacapishco

Der Distrikt Chirimoto liegt in der Provinz Rodríguez de Mendoza in der Region Amazonas in Nord-Peru. Der Distrikt wurde am 31. Oktober 1932 gegründet. Er besitzt eine Fläche von 154 km². Beim Zensus 2017 wurden 2659 Einwohner gezählt. Im Jahr 1993 lag die Einwohnerzahl bei 1461, im Jahr 2007 bei 1842. Sitz der Distriktverwaltung ist die 1651 m hoch gelegene Ortschaft Chirimoto mit 66 Einwohnern (Stand 2017). Chirimoto befindet sich 14 km südsüdöstlich der Provinzhauptstadt Mendoza. 5 km südlich von Chirimoto befindet sich die Höhle Cueva de Cacapishco (⊙).

## Geographische Lage
Der Distrikt Chirimoto befindet sich in der peruanischen Zentralkordillere im Südosten der Provinz Rodríguez de Mendoza. Der Río Guambo durchquert den Distrikt in südlicher Richtung. Dessen rechter Nebenfluss Río Shocol begrenzt das Areal im Nordwesten.
Der Distrikt Chirimoto grenzt im Südwesten und im Westen an den Distrikt Limabamba, im Norden an die Distrikte Totora, Milpuc und Omia sowie im Südosten an den Distrikt Huicungo (Provinz Mariscal Cáceres).

## Ortschaften
Neben dem Hauptort gibt es folgende größere Ortschaften im Distrikt:
- Achamal
- El Guambo
- Paraiso
- Pumamarca
- Tocuya (306 Einwohner)
- Zarumilla (295 Einwohner)